# Självtäkt
Självtäkt är i svensk rätt ett brott som innebär att rubba något som är i annans besittning men till vilket gärningsmannen har rätt. Huvudsakligen rör självtäkt någon som tagit tillbaka sin egendom efter att den har blivit stulen. Andra fall kan tänkas, t ex att någon inlämnat en kavaj till en kemtvätt och sedan återvänder och hämtar denna utan att meddela personen som driver tvätten (sådana fall sammanfaller dock ofta med olaga intrång, skadegörelse eller egenmäktigt förfarande, om ett lås förstörs, eller bedrägeri, om betalning ej fullgörs). Straffet för självtäkt är böter eller fängelse i högst sex månader. Eftersom uppsåt, i linje med allmänna straffrättsliga regler, krävs för brott som stöld kan en person som stjäl tillbaka "fel" egendom dömas för självtäkt. Alternativet skulle då vara att personen går straffri om denne haft skäl att tro att cykeln var hans.
Laga självtäkt innebär att med laga stöd återta något som har blivit stulet (eller som man tappat). Detta är enligt lagen om införande av 1864 års strafflag, samt förarbeten till Brottsbalkens promulgationslag, tillåtet i endast tre situationer: 1) om förövaren är lösker man, 2) om förövaren är misstänkt att vilja rymma och 3) "där stulet gods å färsk gärning finnes". Bestämmelsen om lösker man gäller i princip fortfarande men är möjligen obsolet. 